# 吉都線
吉都線（きっとせん）は、鹿児島県姶良郡湧水町の吉松駅から宮崎県都城市の都城駅に至る九州旅客鉄道（JR九州）の鉄道路線（地方交通線）である。肥薩線八代駅 - 吉松駅間と合わせて「えびの高原線」の愛称が付けられている。

## 概要
霧島山の北東側を廻り宮崎県西部のえびの市・小林市と南部の都城市、そして県都宮崎市および鹿児島を結んでいる。日豊本線の都城駅 - 隼人駅間が現在の経路で開通する1932年までは、現在の吉都線都城駅 - 吉松駅間が日豊本線であった。また、1974年から1980年まで博多駅 - 宮崎駅間の特急「おおよど」、1959年から2000年まで熊本駅 - 宮崎駅間の急行「えびの」が経由し、肥薩線とともに中九州と南九州を結ぶ役割を持っていた。
山岳部を走る路線としては珍しく、この路線にはトンネルが一つもない。
2008年度分の統計によれば、吉都線の輸送密度は576人/日であり、JR九州の路線のうちで最下位である。この輸送密度は、国鉄改革の際に廃止された特定地方交通線に選定される水準である。当線は国鉄時代から特定地方交通線なみの輸送密度だったが、「平均乗車キロが30kmを超え、輸送密度が1,000人/日以上」という例外規定に該当したため、第3次廃止対象特定地方交通線からは除外されていた。
2018年12月25日から2019年4月30日まで、縁起の良い梅やだるま、招き猫などを車体にあしらった「キット、願いかなう」ラッピング列車が運行された。デザインは沿線の小林高校美術部が担当、ネスレ日本（神戸市）の協力を得て、チョコレート菓子「キットカット」とのコラボレーション企画も実施された。 

### 路線データ
- 管轄（事業種別）：九州旅客鉄道（第一種鉄道事業者）
- 路線距離（営業キロ）：61.6km
- 軌間：1067mm
- 駅数：17（起終点駅含む）
  - 吉都線所属駅に限定した場合、起終点駅（吉松駅は肥薩線、都城駅は日豊本線の所属[8]）が除外され、15駅となる。
- 複線区間：なし（全線単線）
- 電化区間：なし（全線非電化）
- 最高速度：85km/h[3]
- 閉塞方式：特殊自動閉塞式（電子符号照査式）

全線が鹿児島支社の管轄である（都城駅構内を除く）。

### 利用状況
各年度の平均通過人員（人/日）および旅客運輸収入は以下のとおりである。
| 年度                   | 平均通過人員（人/日） | 旅客運輸収入 （百万円/年） | 出典   |
| 年度                   | 吉松 - 都城           | 旅客運輸収入 （百万円/年） | 出典   |
| ---------------------- | --------------------- | -------------------------- | ------ |
| 1987年度（昭和62年度） | 1,518                 |                            | [ 9 ]  |
| 2016年度（平成28年度） | 466                   | 83                         | [ 9 ]  |
| 2017年度（平成29年度） | 474                   | 87                         | [ 10 ] |
| 2018年度（平成30年度） | 465                   | 80                         | [ 11 ] |
| 2019年度（令和元年度） | 451                   | 76                         | [ 12 ] |
| 2020年度（令和02年度） | 408                   | 59                         | [ 13 ] |
| 2021年度（令和03年度） | 397                   | 58                         | [ 14 ] |
| 2022年度（令和04年度） | 394                   | 60                         | [ 15 ] |

#### 線区別収支
各年度の収支（営業収益、営業費、営業損益）は以下のとおりである。▲はマイナスを意味する。
| 年度                   | 収支（百万円） | 収支（百万円） | 収支（百万円） | 出典   |
| 年度                   | 営業収益       | 営業費         | 営業損益       | 出典   |
| ---------------------- | -------------- | -------------- | -------------- | ------ |
| 2018年度（平成30年度） | 90             | 430            | ▲341           | [ 16 ] |
| 2019年度（令和元年度） | 86             | 405            | ▲319           | [ 17 ] |
| 2020年度（令和02年度） | 63             | 403            | ▲340           | [ 18 ] |
| 2021年度（令和03年度） | 61             | 402            | ▲341           | [ 19 ] |
| 2022年度（令和04年度） | 69             | 442            | ▲373           | [ 20 ] |

## 運行形態
2023年3月現在、1日に平日は下り9本・上り8本、土休日は上下8本ずつの普通列車が運転されており、日中は3 - 5時間以上間隔が開く。優等列車の運転はなく、全列車ワンマン運転の普通列車となっている。すべての列車が全線を通して運転されているほか、一部の列車は都城駅から日豊本線に直通して南宮崎駅まで、吉松駅から肥薩線（吉松駅 - 隼人駅間）に直通して隼人駅まで運転される。
2012年4月から、日中に線路修繕工事を実施するため、8月を除く毎月第2水曜日の一部列車が運休となる。それに伴うバスやタクシーによる代行輸送は実施されない。2019年度の修繕工事のための運休は4日の予定である。
列車利用促進のため、宮崎県では平日チャーター補助制度を実施し、「海幸山幸」専用車両を平日に貸し切り、団体専用列車を運行する場合に補助金を交付している。

## 使用車両
車両はほとんどキハ40系が使用されており、他のJR九州の主力の一般形気動車であるキハ125形やキハ200系の定期運用はない。2002年8月に鹿児島車両センター所属のキハ200系が普通列車として特別運行され入線した実績がある。
車両は鹿児島車両センターおよび宮崎車両センターから日中に送り込まれ、吉松駅と都城駅構内に留置されて運用される。
2024年3月18日より、肥薩線開業120周年、吉都線開業110周年、指宿枕崎線開業60周年を記念して、キハ40形1両を国鉄色に復刻し、吉都線全線で運転を開始。当線のほかにも、指宿枕崎線、日豊本線（宮崎 - 都城間、国分 - 鹿児島中央間）、肥薩線（吉松 - 隼人間）などでも運転される。

### 過去の使用車両
- キハ80系 - 特急「おおよど」[27]
- キハ65形 - 急行「えびの」[27]
- キハ58系 - 急行「えびの」[27]、普通列車など
- キハ55系 - 準急・急行「えびの」[27]
- キハ52形 - 準急・急行「からくに」[28]、普通列車など

## 歴史
当時、鹿児島本線の駅だった吉松駅から分岐して、吉松 - 小林町（現在の小林）間が宮崎線として1912年に開業したのが始まり。翌1913年、現在の吉都線の区間である都城駅まで開通した。宮崎線はさらに宮崎、重岡方面へ延伸され豊州本線と繋がり日豊本線となったが、都城 - 隼人間が1932年に開通してそちらが日豊本線となり、吉松 - 都城間は吉都線となった。
- 1912年（大正元年）10月1日 【開業】宮崎線 吉松 - 小林町 【駅新設】京町、加久藤、飯野、小林町[2]
- 1913年（大正2年）
  - 5月11日 【延伸開業】小林町 - 谷頭 【駅新設】高原、高崎新田、谷頭[2]
  - 10月8日 【延伸開業】谷頭 - 都城（現在の吉都線が全通） 【駅新設】都城[2]
- 1916年（大正5年）10月25日 宮崎線 吉松 - 宮崎間 全通[2]
- 1917年（大正6年）9月21日 【線名改称】宮崎本線[2]
- 1923年（大正12年）12月15日 【線名改称】日豊本線（小倉 - 吉松間全通により）[2]
- 1929年（昭和4年）2月1日 【駅新設】西小林[2]
- 1932年（昭和7年）12月6日 【路線分離】吉都線 都城 - 吉松（現行の日豊本線ルート開業により）[2]
- 1947年（昭和22年）3月1日 【駅新設】万ケ塚、日向前田[2]
- 1951年（昭和26年）3月1日 【駅名改称】小林町→小林[2]
- 1952年（昭和27年）4月15日 【駅新設】日向庄内[2]
- 1957年（昭和32年）7月5日 【駅新設】上江[2]
- 1958年（昭和33年）2月1日 【駅新設】鶴丸[2]
- 1959年（昭和34年）5月1日 準急「えびの」（熊本 - 宮崎）運転開始[2]
- 1961年（昭和36年）10月1日 【駅新設】広原[2]
- 1962年（昭和37年）2月15日 準急「からくに」（出水 - 宮崎、山野線経由）運転開始[29]
- 1963年（昭和38年）12月1日 【駅新設】東高崎[2]
- 1966年（昭和41年）3月5日 準急「えびの」「からくに」急行格上げ[2]
- 1968年（昭和43年）2月21日 えびの地震により、線路、鉄橋が破壊される[2]。29日復旧。
- 1974年（昭和49年）4月25日 特急「おおよど」（博多 - 宮崎）運転開始[2]
- 1980年（昭和55年）10月1日 特急「おおよど」廃止[2]
- 1985年（昭和60年）3月14日 【無人化】西小林、万ヶ塚[2]
- 1986年（昭和61年）11月1日 【無人化】京町、飯野、加久藤、高原、高崎新田、谷頭（電子閉塞装置導入のため）
- 1987年（昭和62年）4月1日【貨物営業廃止】全線 【承継】九州旅客鉄道[2]
- 1990年（平成2年）11月1日 【駅名改称】飯野→えびの飯野、上江→えびの上江、加久藤→えびの、京町→京町温泉[30]
- 1993年（平成5年）
  - 6月13日 大雨のため西小林 - 小林間で土砂崩れが発生する等により、えびの飯野 - 高崎新田間で運転見合わせ[31]。その後、復旧工事により運転見合わせ区間を広原 - 高原間に縮小[32]。
  - 6月29日 広原 - 高原間が復旧し、全線で運転再開[32]。
  - 8月6日 平成5年8月豪雨により吉松 - 都城間の全線で運転見合わせ[33]。
  - 8月13日 15時から全線で運転再開[33]。
  - 10月1日 ワンマン運転開始[34]
- 2000年（平成12年）3月11日 急行「えびの」廃止[2]
- 2009年（平成21年）3月7日 第二長江川橋梁切り替え[2]
- 2011年（平成23年）1月26日 - 28日・2月1日 霧島山新燃岳噴火による被災のため、全線で運転見合わせ
- 2016年（平成28年）3月26日 車掌乗務廃止、全列車ワンマン化
- 2018年（平成30年）12月25日 ネスレ日本の協力で、小林高校美術部がデザインした「キット、願いかなう」吉都線ラッピング列車が2019年4月30日まで運行される[6][7]。キットカットラッピング車両
- 2019年（令和元年）

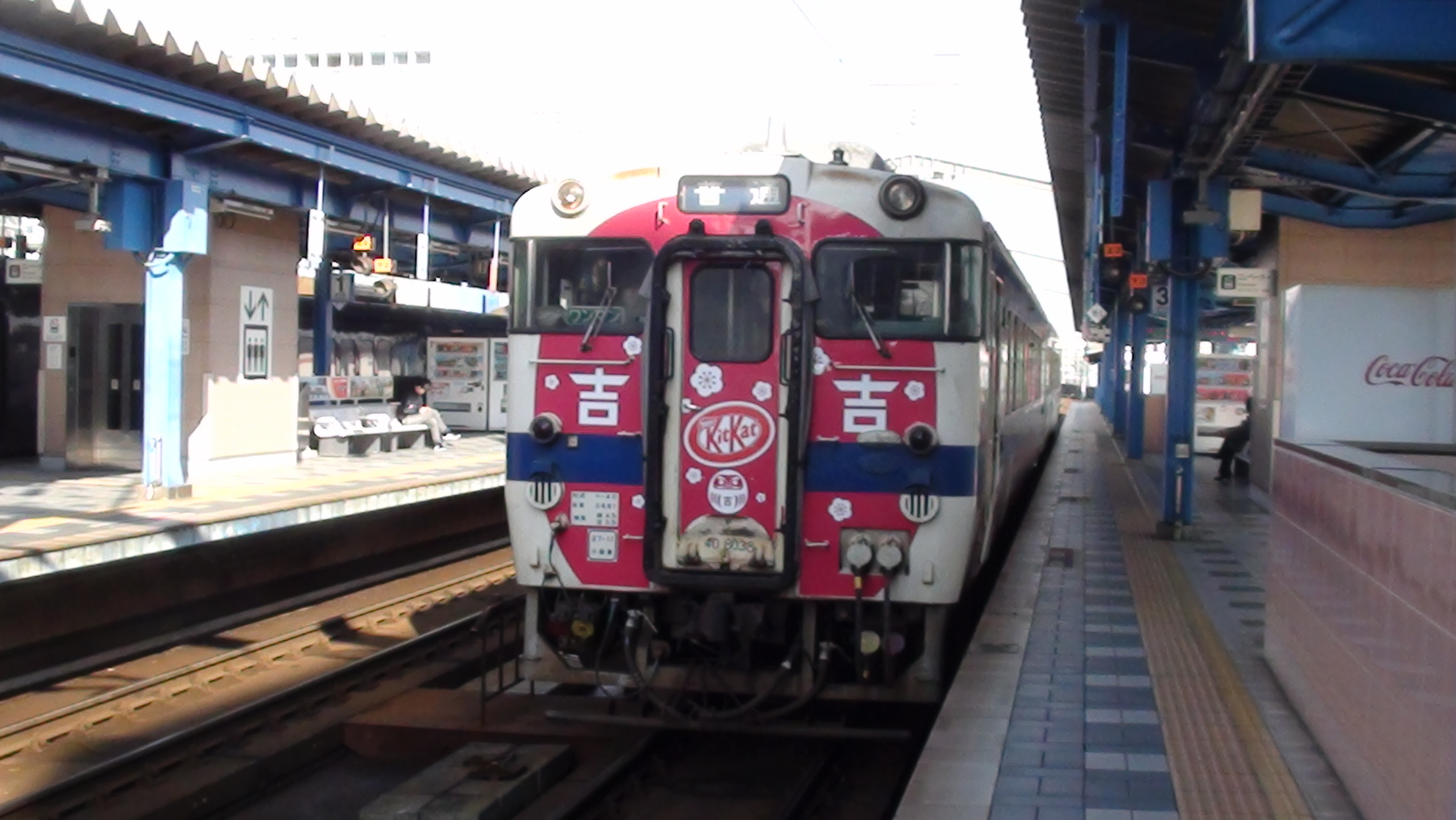
キットカットラッピング車両

  - 6月30日 大雨のため西小林 - 小林間で線路下の土砂流出が発生、全線で運転見合わせ[35]。7月8日からバス代行輸送開始[36][注 4]。
  - 8月1日 全線で運転再開[38]。
- 2022年（令和4年）
  - 3月12日：【無人化】吉松[39][40]
  - 4月1日：宮崎支社の発足により、都城駅が鹿児島支社から同支社へ移管[41]。
- 2023年（令和5年）
  - 3月1日：【駅業務委託】都城
  - 3月31日：CTCセンターが吉松駅から隼人駅に移転。
  - 10月1日：【直営化】小林、都城

## 駅一覧
- 全列車普通列車（すべての駅に停車）
- 線路（全線単線） … ◇・∨・∧：列車交換可、｜：列車交換不可

| 駅名         | 営業キロ | 営業キロ | 接続路線                                    | 線路 | 所在地                 | 所在地                 |
| 駅名         | 駅間     | 累計     | 接続路線                                    | 線路 | 所在地                 | 所在地                 |
| ------------ | -------- | -------- | ------------------------------------------- | ---- | ---------------------- | ---------------------- |
| 吉松駅       | -        | 0.0      | 九州旅客鉄道：■肥薩線（隼人方面へ直通あり） | ∨    | 鹿児島県 姶良郡 湧水町 | 鹿児島県 姶良郡 湧水町 |
| 鶴丸駅       | 2.6      | 2.6      |                                             | ｜   | 鹿児島県 姶良郡 湧水町 | 鹿児島県 姶良郡 湧水町 |
| 京町温泉駅   | 2.4      | 5.0      |                                             | ｜   | 宮崎県                 | えびの市               |
| えびの駅     | 4.6      | 9.6      |                                             | ◇    | 宮崎県                 | えびの市               |
| えびの上江駅 | 3.4      | 13.0     |                                             | ｜   | 宮崎県                 | えびの市               |
| えびの飯野駅 | 2.0      | 15.0     |                                             | ◇    | 宮崎県                 | えびの市               |
| 西小林駅     | 5.6      | 20.6     |                                             | ｜   | 宮崎県                 | 小林市                 |
| 小林駅       | 6.2      | 26.8     |                                             | ◇    | 宮崎県                 | 小林市                 |
| 広原駅       | 4.0      | 30.8     |                                             | ｜   | 宮崎県                 | 西諸県郡 高原町        |
| 高原駅       | 4.0      | 34.8     |                                             | ◇    | 宮崎県                 | 西諸県郡 高原町        |
| 日向前田駅   | 4.6      | 39.4     |                                             | ｜   | 宮崎県                 | 都城市                 |
| 高崎新田駅   | 4.4      | 43.8     |                                             | ｜   | 宮崎県                 | 都城市                 |
| 東高崎駅     | 4.3      | 48.1     |                                             | ｜   | 宮崎県                 | 都城市                 |
| 万ケ塚駅     | 2.9      | 51.0     |                                             | ｜   | 宮崎県                 | 都城市                 |
| 谷頭駅       | 3.5      | 54.5     |                                             | ◇    | 宮崎県                 | 都城市                 |
| 日向庄内駅   | 3.0      | 57.5     |                                             | ｜   | 宮崎県                 | 都城市                 |
| 都城駅       | 4.1      | 61.6     | 九州旅客鉄道：■日豊本線                     | ∧    | 宮崎県                 | 都城市                 |

- JR九州の直営駅:都城駅、小林駅
- 簡易委託駅:高原駅

上記以外の駅は無人駅である。